# Khamlij
Khamlīj (in arabo ﺧﻤﻠﻴﺞ‎?) o Khamlīkh (in arabo ﺧﻤﻠﻴﺦ‎?) è il nome che il geografo persiano musulmano Ibn Khordādbeh dà nel suo al-Kitāb al-masālik wa l-mamālik (Libro delle strade e dei reami), epitomizzato poi da vari altri geografi arabi, alla capitale del regno dei Khazari.
La maggior parte degli studiosi opta per identificarla con Atil, tuttavia nessuna fonte riesce a dipanare il dubbio che si trattasse di un toponimo identificante una città oppure la regione in cui il centro urbano si trovava in età medievale.
Il nome può essere l'arabizzazione del turco Khaganbaligh, ossia "città del Khagan".